# آنژیوتانسین I
در بدن ابتدا پیش ساز هورمون یعنی آنژیوتانسینوژن توسط کبد ساخته، در خون آزاد می‌شود.:)پروتئین آنژیوتانسینوژن توسط آنزیم رنین به آنژیوتانسین یک تبدیل می‌شود و آنژیوتانسین یک توسط آنزیم مبدل آنژیوتانسین (ACE) که بیشتر در مویرگهای ریه یافت می‌شود به آنژیوتانسین دو تبدیل می‌شود. البته این آنزیم در سایر نقاط نیز یافت می‌شود ولی محل تجمع اصلی آن آندوتلیوم مویرگهای ریه‌است. این آنزیم از گروه کینازها بوده بخش کوچکی از انتهای C آنژیوتانسین یک (دواسید آمینه His-Leu) را حذف می‌کند. این فرایندها در کنار هم موجب نگه‌داری دامنهٔ نرمال فشار خون می‌گردند.

سیستم رنین-آنژیوتانسین

## مکانیسم اثر
آنژیوتانسین I در بدن، از آنژینوتانسینوژن و طی فعالیت آنزیمی رنین تولید می‌شود. این مولکول به خودی خود غیرفعال است. در حضور آنزیم مبدل آنژیوتانسین، آنژینوتانسین به آنژینوتانسین II تبدیل می‌شود. آنژینوتانسین II مسئول تنگ کردن رگ هاست. به تازگی مسیر جدیدی از فعال‌سازی آنژینوتانسین I کشف شده‌است. آنژینوتانسین I درحضور آنزیم مبدل آنژیوتانسین نوع ۲ و پپتیدازهای دیگر به آنژینوتانسین (۷-۱) تبدیل می‌شود که نوعی هپتاپپتید است و با گیرنده‌ای که هنوز شناخته نشده‌است برهم کنش می‌کند.
آنژیوتانسین دو هم یک عامل قوی انقباض عروقی (به خصوص شریانچه‌ها) است و هم از راهکارهای مختلف (مانند تحریک ترشح آلدسترون و هورمون ضد ادراری) موجب احتباس آب و سدیم می‌شود لذا عملکرد نهایی هورمون آنژیوتانسین دو افزایش فشار خون است.
آنژیوتانسین I نوعی دکاپپتید است و یک «پیش هورمون» به‌شمار می‌رود. آنژیوتانسین I در واقع یک رابط در سیستم رنین-آنژیوتانسین-آلدوسترون (RAAS) است که مسئول حفظ فشارخون و همچنین حفظ تعادل آب در بدن است.

## ساختار
ساختار اولیه آنژیوتانسین I از ده اسیدآمینه تشکیل شده‌است:
H2N-Asp–Arg–Val–Tyr–Ile–His–Pro–Phe–His–Leu–COOH
وزن ملکولی آنژیوتانسین I برابر با ۱۲۹۶٫۴۹ دالتون است.